# Vererbte Triebe
Vererbte Triebe ist ein deutsches Stummfilm-Drama aus dem Jahre 1929 von Gustav Ucicky mit Walter Rilla in der Hauptrolle eines Triebtäters und Lustmörders.

## Handlung
Der junge, elegante und charmante Student Henry Bourtyne macht auf den ersten Blick einen guten, ja sogar nahezu fehlerfreien Eindruck. Doch wenn er bestimmtes Quantum an Alkohol intus hat, beginnt sich der feine Charakter dieses Vertreters des nach außen hin wohlanständigen Bürgertums in ein Monstrum zu verwandeln: In Henrys Augen werden dann vor allem tief dekolletierte Damen zur Beute, die er nach Herzenslust morden darf. Es zeigt sich, dass die gutbürgerliche Fassade in solchen Momenten in Henrys ureigentlichem Wesen zu bröckeln beginnt und in ihm seine Urtriebe, die des Lustmörders, durchbrechen.
Im Lauf der Geschichte stellt sich heraus, dass Henry einer Blutlinie ähnlich gearteter Triebtäter entsprang und sein biologischer Vater wie schon der Großvater ihren mörderischen Trieben folgten. Sein Adoptivvater, der angesehene Anwalt Dr. Jean Bourtyne, der in zweiter Ehe mit einer deutlich jüngeren Frau namens Edmonde verheiratet ist, die dem Sohn allerlei Avancen macht, nimmt sich des Falles seines Sohnes an und kann durch kluge Tätigkeit vor Gericht verhindern, dass Henry hingerichtet wird. Stattdessen wartet auf ihn die Irrenanstalt. Als Henry erfährt, dass er in schrecklichster Weise die Tradition seiner biologischen Vorfahren fortgeführt hat, nimmt er sich das Leben.

## Produktionsnotizen
Vererbte Triebe, auch bekannt unter dem Untertitel Der Kampf ums neue Geschlecht, entstand im Frühjahr 1929 unter dem Protektorat und der Mitarbeit des Institutes für Sexualforschung. Der Film passierte die Zensur am 29. April 1929 und erhielt das Prädikat „künstlerisch wertvoll“. Vererbte Triebe lief am 3. Mai 1929 in Berlins Atrium-Kino an. In Österreich lief der Streifen ab dem 20. September 1929 unter dem Titel Erbsünde. Der mit Jugendverbot belegte Sechsakter besaß eine Länge von 2620 Meter.
Viktor Skutetzky übernahm die Produktionsleitung, Heinrich C. Richter gestaltete die Filmbauten. Karl Hartl war Ucickys Regieassistent.

## Kritiken
„Darstellerisch ist der Film von seltener Geschlossenheit. Aus Walter Rilla in der  Hauptrolle ist das Letzte herausgeholt worden. Rilla gibt den Geisteskranken mit aller Eindringlichkeit, trotz seiner Untaten Mitleid erweckend, ohne daß er in nahe liegende Übertreibungen verfällt. (…) Ucicky hatte ungewöhnliche Mitarbeiter: den gewandten Kameramann Frederik Fugelsang und den feinfühligen Architekten Heinrich Richter, der wieder einmal Innendekorationen voll zwingender Milieuwirkung schuf.“

„Der kleine Lehrgang über erotische Pathologie findet sein Argument in einer Schlußerklärung: dieser Lustmörder ist das Opfer der Vererbung, sein Vater war ein Lustmörder, sein Großvater usw. (…) Die Moral des aufregend didaktischen Films: Bestraft Triebverbrecher nicht nur, macht sie vor allem zeugungsunfähig! Mit diesem moralischen Akzent erhebt sich der Film über das Kolportagehafte hoch empor. Überdies ist das Filmische so dezent, daß das Didaktische auch keine Gefahr mehr ist. Der junge Regisseur … ist ein Mann von Kultur und Instinkt. Er komponiert seine Szenen wahrhaft eindringlich und konfrontiert seine Leute sehr gut. Vor allem wirkt Walter Rilla in der gefährlichen Hauptrolle erschütternd.“

„Gustav Ucicky führte dezent abwägende, optisch einprägsame Regie, sein Hauptdarsteller ist Walter Rilla, er gibt einen jungen Menschen, der durch Vererbung zum Lustmörder bestimmt ist, eine eindringliche Leistung; scharf profiliert in einer Episodenrolle: Hans Albers.“